# Franciszek Guth
Franciszek Guth – austriacki urzędnik, dyrektor policji w Krakowie.

## Życiorys
Guth do 1836 roku był komisarzem austriackiej policji garnizonowej w Podgórzu. Po wkroczeniu wojsk austriackich do Wolnego Miasta Krakowa w 1836 roku został przeniesiony na stanowisko dyrektora policji w Krakowie. Znienawidzony w mieście, gorliwie tropił spiski przeciwko władzy zaborców, stosując bardzo brutalne metody śledztwa. Wyposażony przez zaborcę w uprawnienie wstrzymania wykonania poleceń prezesa Senatu Rządzącego, popadł w konflikt z pełniącym tę funkcję Józefem Hallerem. Do otwartego sporu między Guthem i Hallerem doszło po aresztowaniu przez Gutha pod zarzutem spisku kilkudziesięciu krakowskich studentów. Gdy sąd orzekł, iż zarzut nie został udowodniony, w sprawę wmieszał się kanclerz Metternich, który uznał proces za z góry zaplanowaną próbę kompromitacji Gutha i przedstawicieli zaborców. W 1838 roku Guth przeprowadził w Krakowie kolejne masowe aresztowania.
W 1839 roku Guth został przeniesiony do Przemyśla, gdzie w grudniu tego roku działacz Stowarzyszenia Ludu Polskiego, student Justyn Begejowicz dokonał nań zamachu. Nieudana próba (Guth został tylko draśnięty nożem) stała się powodem do tropienia kolejnego spisku, a samego Gutha wkrótce przeniesiono z Galicji.